# Transvaal

Bandeira do Transvaal

Localização (em vermelho) na África do Sul

Transvaal (pronúncia em africanse: [ˈtrɐns.fɑːl]) é como se chama a região da África do Sul situada acima do rio Vaal, no nordeste do país. Transvaal também foi o nome de uma província da África do Sul situada nessa região que existiu entre 1910 e 1994, com capital em Pretória.

## História
No século XIX, Transvaal designava os territórios que se constituíram em uma república bôer denominada Zuid-Afrikaansche Republiek (República sul-africana), informalmente referida como República do Transvaal. Esses territórios ocupavam toda a parte norte da África do Sul, situados a montante do rio Vaal até ao rio Limpopo. 
Anexado pelos britânicos em 1902, o Transvaal tornou-se, em 1910, uma das quatro províncias sul-africanas. 
Em 1910, as repúblicas bôeres se juntaram à Colônia do Cabo para formar a União Sul Africana. Meio século mais tarde, em 1961, a União deixou de ser parte da Commonwealth of Nations e tornou-se a República da África do Sul. O PWV (Pretória - Witwatersrand - Vereeniging), conurbação no Transvaal, tornou-se potência econômica da África do Sul, posição que mantém até hoje a província de Gauteng.
A província já não mais existe. Em 1994, o território do Transvaal foi dividido em quatro novas províncias: Gauteng, Noroeste, Limpopo e Mpumalanga.
Ali se encontra Witwatersrand, o complexo industrial mais importante da África do Sul.

## Geografia
A província do Transvaal situava-se entre o rio Vaal, a sul, e o rio Limpopo, a norte, aproximadamente entre 221⁄2+ e 271⁄2+ S, e 25 e 32 E. Ao sul fazia fronteira com o Estado Livre de Orange e as províncias de Natal, a oeste com a Província do Cabo e o Protetorado de Bechuanaland (mais tarde Botsuana), ao norte com a Rodésia (mais tarde Zimbábue), e a leste com a África Oriental Portuguesa (mais tarde Moçambique) e a Suazilândia. Exceto no sudoeste, essas fronteiras eram em sua maioria bem definidas por características naturais.
Vários bantustões estavam inteiramente dentro do Transvaal: Venda, KwaNdebele, Gazankulu, KaNgwane e Lebowa. Partes de Bophuthatswana também estavam no Transvaal, com outras partes na Província do Cabo e no Estado Livre de Orange.

Dentro do Transvaal encontra-se o Maciço Waterberg, uma característica geológica antiga proeminente da paisagem sul-africana.